# La gran calabaza
La gran calabaza (en italiano: Il grande cocomero) es una película de drama italiana dirigida por Francesca Archibugi y estrenada en 1993. Fue proyectada en la sección Un certain regard en el Festival Internacional de Cine de Cannes de 1993.  También fue seleccionada por Italia para el Óscar a la Mejor película internacional en la 66.ª edición de los Premios Óscar, pero no fue premiada. La película se centra en Valentina, una joven enviada a una clínica psiquiátrica.

## Resumen
Valentina, llamada Pippi por sus amigos, es hija de un matrimonio rico. Tras haber padecido un ataque de epilepsia ingresa en un hospital de neuropsiquiatría infantil. El médico que la atiende es Arturo, quien de inmediato se convence de que la niña tiene problemas psicológicos y no psiquiátricos y su familia está involucrada.

## Reparto
- Sergio Castellitto : Arturo
- Anna Galiena : Cinzia Diotallevi, madre de Pippi
- Armando De Razza : Marcello Diotallevi, padre de Pippi
- Alessia Fugardi : Valentina 'Pippi' Diotallevi
- Silvio Vannucci : Gianni
- Alessandra Panelli : Fiorella
- Víctor Cavallo : Don Annibale
- Laura Betti : Aida
- Maria Consagra : madre de un niño enfermo
- Lidia Broccolino : Laura
- Raffaele Vannoli
- Giacomo Ciarrapico : Giacomo
- Lara Pranzoni
- Tiziana Bianchi
- Andrea Di Giacomo
- Marco Coda
- Giuseppe Giordani
- Gigi Reder : Prof. Turcati